# Mackenzie Basin
Mackenzie Basin is een rivierbekken op het Zuidereiland van Nieuw-Zeeland.